# Савинское лесничество
Савинское лесничество — деревня в Людиновском районе Калужской области России. Входит в состав сельского поселения «Деревня Манино».
Название населённого пункта было уточнено Законом Калужской области от 17 июня 2020 г. № 608-ОЗ (ранее населённый пункт обозначался как деревня Савинского лесничества).

## География
Деревня находится в юго-западной части Калужской области, в зоне хвойно-широколиственных лесов, на расстоянии примерно 22 километров (по прямой) к северо-западу от Людинова, административного центра района.

### Климат
Климат характеризуется как умеренно континентальный, с тёплым летом и умеренно морозной снежной зимой. Среднегодовая многолетняя температура воздуха составляет 4 — 4,6 °С. Средняя температура воздуха самого тёплого месяца (июля) — 18 °C (абсолютный максимум — 39 °C); самого холодного (января) — −10 — −8,9 °C (абсолютный минимум — −46 °C). Безморозный период длится в среднем 149 дней. Среднегодовое количество атмосферных осадков составляет 654 мм, из которых 441 мм выпадает в период с апреля по октябрь. Снежный покров держится в течение 139 дней.

### Часовой пояс
Деревня Савинское лесничество, как и вся Калужская область, находится в часовой зоне МСК (московское время). Смещение применяемого времени относительно UTC составляет +3:00.

## Население
| 2002 | 2010 |
| ---- | ---- |
| 16   | ↗17  |

### Национальный состав
Согласно результатам переписи 2002 года, в национальной структуре населения русские составляли 100 %.

## Инфраструктура
В деревне 1 улица- Лесная.